# Brandon Gary
Brandon Gary (* 26. Januar 1983 in Philadelphia) ist ein ehemaliger US-amerikanischer Basketballspieler.

## Laufbahn
Der 2,03 Meter große Flügel- und Innenspieler gehörte von 2002 bis 2004 der Hochschulmannschaft des Hutchinson Community College im US-Bundesstaat Kansas an und war mit 1101 erzielten Punkten zum Zeitpunkt seines Abschieds der neuntbeste Korbschütze in der Geschichte der Mannschaft.
Er bestritt in der Saison 2004/05 zwischen Oktober und Dezember 2004 neun Einsätze (14,1 Punkte, 9,9 Rebounds/Spiel) für Äänekosken Huima in der finnischen Korisliiga. Über den TV Saarlouis kam er 2006 zum Zweitligisten TuS Iserlohn. Das Fachportal Eurobasket.com zeichnete ihn als besten Flügelspieler der Saison 2006/07 in der 2. Basketball-Bundesliga Nord aus, nachdem Gary im Schnitt 23,6 Punkte und elf Rebounds je Begegnung erzielt hatte. Iserlohn konnte den US-Amerikaner, der sich zum Zuschauerliebling entwickelt hatte, anschließend nicht halten, Gary nahm im Sommer 2007 ein Angebot der BG Karlsruhe an und spielte mit der Mannschaft in der neugeschaffenen 2. Bundesliga ProA. Für Karlsruhe verbuchte Gary in 30 Einsätzen im Schnitt 16 Punkte sowie 8,4 Rebounds.
Gary wurde 2008 von AB Contern unter Vertrag genommen, gewann mit der Mannschaft in der Saison 2008/09 unter der Leitung des deutschen Trainers Marco Amelow den luxemburgischen Meistertitel und erhielt von Eurobasket.com die Auszeichnung als Spieler des Jahres der luxemburgischen Liga. Er spielte auch in der Saison 2009/10 für Contern und wurde von Eurobasket.com in diesem Spieljahr als bester Verteidiger der Liga benannt. Dieselbe Auszeichnung erhielt Gary im Anschluss an sein drittes Jahr in Contern, die Saison 2010/11. 2011 wechselte der US-Amerikaner innerhalb Luxemburgs zu den Musel Pikes. Er wurde von Eurobasket.com als bester Innenspieler der Liga der Saison 2011/12 ausgezeichnet. Hernach wurde sein Vertrag von den Musel Pikes verlängert.
Im September 2013 vermeldete der finnische Erstligist Lapuan Korikobrat Garys Verpflichtung. Die Vereinbarung wurde im selben Monat noch vor dem Beginn der Saison 2013/14 wieder aufgehoben.